# Amadeus de Bie
Amadeus de Bie, O.Cist. (16. března 1844 – 25. června 1920) byl nizozemský římskokatolický duchovní, v letech 1900-1920 v pořadí 74. generální opat cisterciáckého řádu.

## Život
Narodil se do zbožné katolické rodiny a pokřtěn byl jmény Gerard a František. V roce 1863 vstoupil do cisterciáckého řádu v opatství Bornem a přijal řeholní jméno Amadeus. V roce 1866 složil věčné sliby a v roce 1870 byl vysvěcen na kněze. Působil pak jako kaplan ve farnosti inkorporované jeho klášteru. V roce 1895 byl s několika dalšími mnichy poslán k založení nového kláštera do Kanady.
V roce 1900 rezignoval dosavadní cisterciácký generální opat Leopold Wackarž a Amadeus de Bie byl zvolen jeho nástupcem v tomto úřadě. Vzhledem k tomu, že v Římě nebyla tehdy ještě pro generální opaty žádná rezidence (opat Wackarž žil během svého působení ve vedení řádu v klášteře v jihočeském Vyšším Brodě), bydlel de Bie prozatím v pronajatém bytě. S sebou do Říma si vzal jednoho laického bratra z kláštera Bornem. Ve funkci generálního opata byl dvacet let. Zemřel v Římě v roce 1920.